# Marcos Valle
Marcos Valle, właśc. Marcos Kostenbader Valle (ur. 14 września 1943 w Rio de Janeiro) – brazylijski wokalista, instrumentalista, producent muzyczny oraz autor piosenek. Tworzy w wielu różnych stylach muzycznych, ale przede wszystkim takich jak bossa nova i samba.

## Dyskografia
- 1963: Samba Demais (Odeon Records)
- 1965: O Compositor e o Cantor (Odeon/EMI)
- 1966: Braziliance (Odeon)
- 1968: Samba '68 (Verve Records)
- 1968: Viola Enluarada (Odeon)
- 1969: Mustang côr de Sangue (EMI)
- 1970: Marcos Valle (EMI)
- 1971: Garra (Odeon)
- 1972: Vento Sul (EMI)
- 1973: Previsão do Tempo (Odeon/EMI)
- 1974: Marcos Valle (Odeon)
- 1980: Vontade de Rever Você (zapis koncertu)
- 1983: Marcos Valle (zapis koncertu)
- 1986: Tempo da Gente (Arca Som)
- 1999: Nova Bossa Nova (Far Out Recordings)
- 2001: Escape (Far Out)
- 2002: Bossa Entre Amigos (Albatroz)
- 2002: Live in Montreal (Rob)
- 2003: Contrasts (Far Out)
- 2005: Jet Samba (Dubas)
- 2008: Conecta ao Vivo No Cinematheque (zapis koncertu)